# Red Bay, Newfoundland và Labrador
Red Bay là một làng chài và địa danh cũ của một số trạm đánh bắt cá voi của người Basque trên bờ biển phía nam Labrador ở tỉnh Newfoundland và Labrador, phía Đông Canada. Từ giữa năm 1550 đến đầu thế kỷ 17, Red Bay đã là một khu vực đánh bắt cá voi lớn của người Basque. Địa danh này là nhà của ba chiếc thuyền buồm săn cá voi xứ Basque và bốn chiếc thuyền Chalupa nhỏ được sử dụng trong việc săn bắt cá voi. Việc phát hiện ra những con tàu này làm cho Red Bay là một trong những địa điểm khảo cổ dưới nước quý giá nhất ở châu Mỹ. Ngày 23 tháng 6 năm 2013, các địa điểm khảo cổ về trạm đánh bắt cá voi của người Basque tại Red Bay đã trở thành một di sản thế giới của UNESCO.

## Địa lý
Red Bay là một bến cảng tự nhiên trong vịnh Red Bay và do đó tên của thị trấn cũng trùng với tên của vịnh, cả hai tên đều trong tham chiếu đến các vách đá granite màu đỏ của khu vực. Vì các bến cảng được che chắn nên nó đã được sử dụng trong Thế chiến II như là một địa điểm neo đậu cho tàu thuyền. Trong vịnh là đảo Penney và đảo Saddle, được sử dụng bởi người xứ Basques ở Tây Ban Nha cho các hoạt động đánh bắt cá voi của họ. Vị trí của tàu chìm San Juan, một phần của di sản thế giới là ở gần đảo Saddle.

## Lịch sử

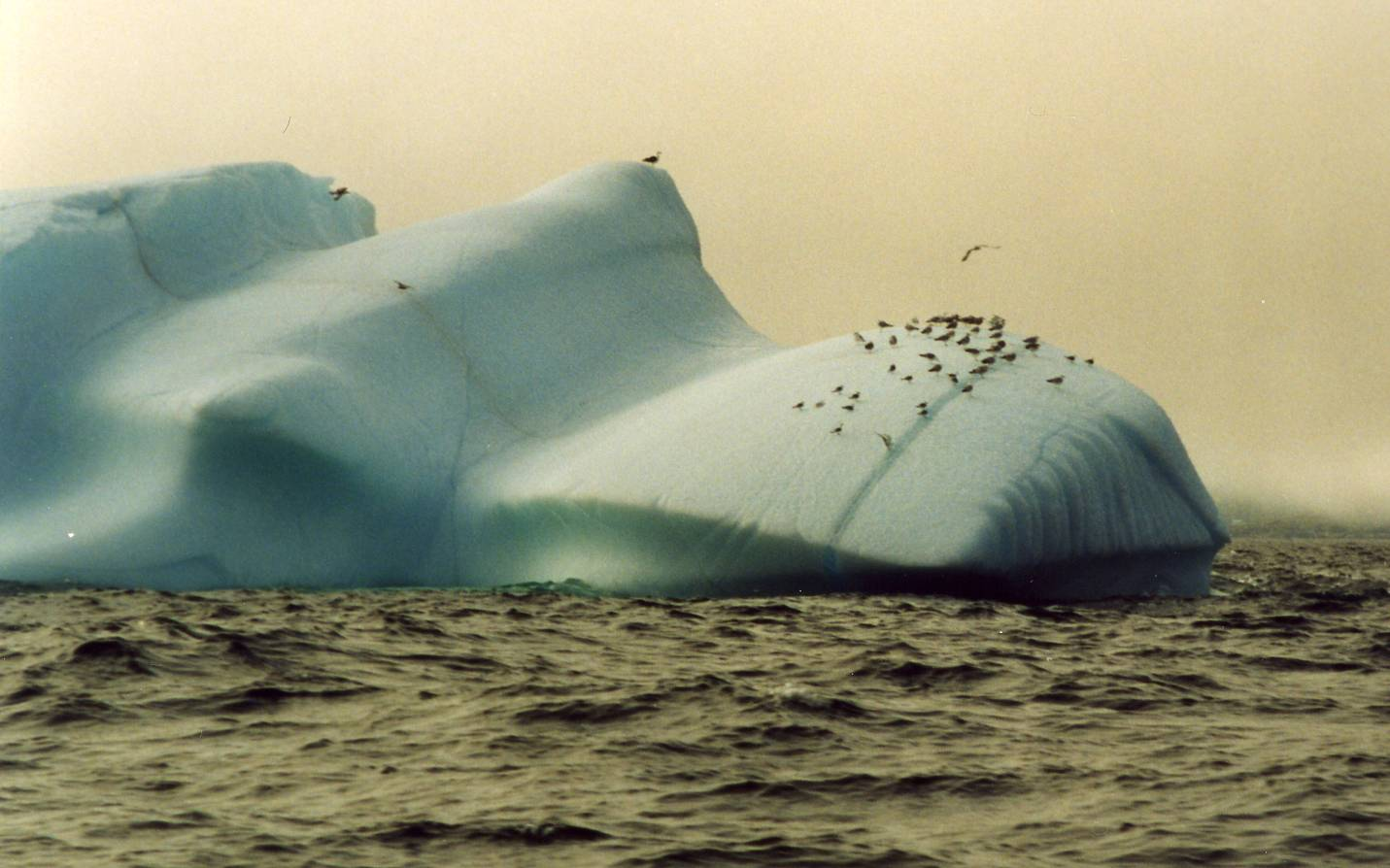
Một tảng băng ngoài khơi bờ biển của Red Bay, Newfoundland và Labrador.

Giữa năm 1550 tới đầu thế kỷ 17, Red Bay được gọi là Balea Baya (Vịnh cá voi), là một trung tâm cho các hoạt động đánh bắt cá voi của người Basque. Thủy thủ từ miền Nam nước Pháp và miền bắc Tây Ban Nha đã gửi 15 tàu đánh bắt cá voi cùng 600 người mỗi mùa săn bắt cá voi để tới các tiền đồn xa trên eo biển của đảo Belle để bắt cá voi và Cá voi đầu cong là loài chủ yếu ở vùng biển đó.
Năm 1565, một con tàu được cho là tàu San Juan đã bị chìm tại vùng biển ngoài khơi Red Bay trong một cơn bão. Một số các tàu khác nhỏ hơn, cũng đã được tìm thấy tại các vùng nước ngoài thị trấn.
Một chiếc thuyền buồm đã được tìm thấy ở độ sâu 25–35 feet dưới nước trong năm 2004. Đó là các con tàu xuyên đại dương thứ tư đã được tìm thấy trong khu vực.
Nghĩa trang trên đảo Saddle gần đó nắm giữ phần còn lại của 140 tàu săn cá voi. Nhiều người trong số những thủy thủ săn bắt cá voi được chôn ở đây, nguyên nhân được cho là do chết đuối và bị bỏ rơi tại đây.
Sử gia tin rằng sự sụt giảm cá voi trong khu vực đã dẫn đến việc từ bỏ các trạm đánh bắt cá voi ở Red Bay. Ngày nay, một trung tâm nghệ thuật trình diễn ở thị trấn giải thích lịch sử cho du khách.
Truyền thuyết địa phương của Red Bay làm tham chiếu đến một kho báu bị chôn vùi dưới vùng nước ngọt gọi là Pond on the Hill (Hồ nước trên đồi) 51°43′43″B 56°26′56″T / 51,72861°B 56,44889°T tại chân của Đồi Tracey, nơi có những tên cướp biển khét tiếng của thuyền trưởng William Kidd. Một nỗ lực đã được thực hiện để tìm thấy kho báu của cư dân thị trấn Carrol Cove bằng cách tháo cạn các ao nhưng các nỗ lực đều đã thất bại.
Red Bay đã được chỉ định là một di tích lịch sử quốc gia của Canada,] và kể từ năm 2013 nó là một di sản thế giới tại Canada được UNESCO công nhận.

## Nhân khẩu
| Dân số năm 2001           | 264   |
| Biến động dân số từ 1996  | -4.1% |
| Độ tuổi trung bình        | 39.6  |
| Số hộ gia đình            | 80    |
| Số lượng các cặp vợ chồng | 65    |
| Tổng số nhà ở             | 90    |
| Công giáo                 | 3.8%  |
| Tin Lành                  | 77.3% |
| Diện tích đất (km².)      | 1.58  |

## Các điểm du lịch

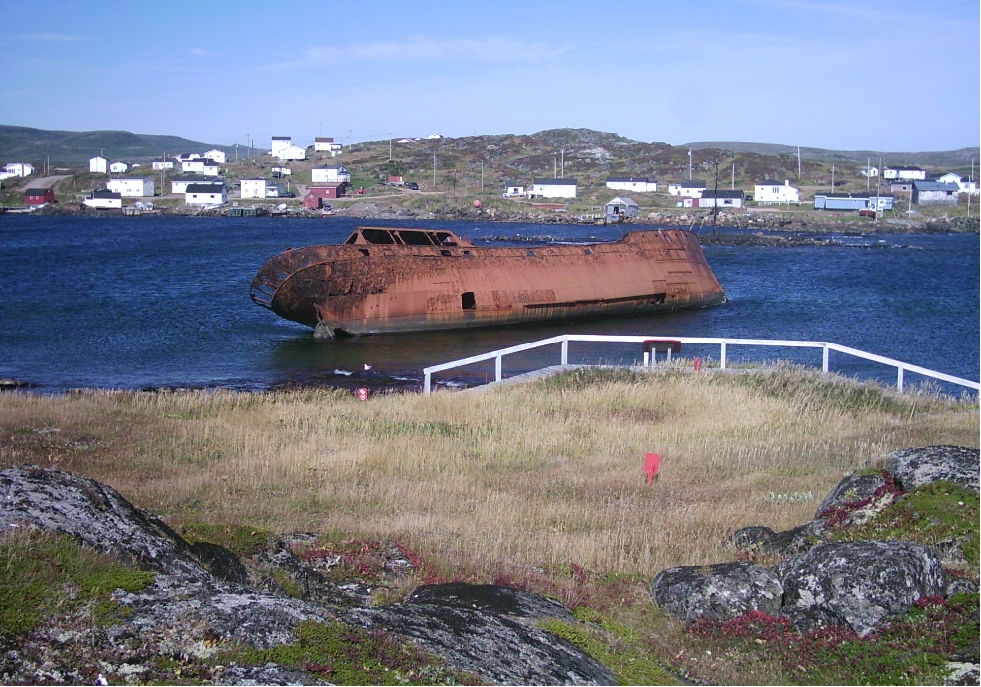
Trạm đánh bắt cá voi của người Basque trên đảo Saddle. Vị trí của tàu chìm San Juan (1565).

- Trạm đánh bắt cá voi của người Basque
- Xem cá voi từ tảng băng trôi
- Giải trí địa phương, ẩm thực, đi bộ đường dài, câu cá...